# Urs (Ariège)
Urs ist eine französische Gemeinde mit 27 Einwohnern (Stand 1. Januar 2022) im Département Ariège in der Region Okzitanien (bis 2015 Midi-Pyrénées). Sie gehört zum Arrondissement Foix und zum Gemeindeverband Haute-Ariège. Die Bewohner werden Urséens genannt.

## Geografie
Die Gemeinde Urs liegt in den Pyrenäen, 33 Kilometer südsüdöstlich von Foix und etwa 16 Kilometer nördlich der Grenze zu Andorra. Das mit 0,89 km² drittkleinste Gemeindegebiet im Département Ariège wird im Süden vom Oberlauf der Ariège begrenzt. In der Flussaue liegt das Dorf Urs auf etwa 580 m über dem Meer. Nördlich des Dorfes erhebt sich eine teils bewaldete imposante Mittelgebirgskulisse mit Gipfeln von über 1000 m über Meereshöhe wie der Pic d’Ecourail mit 1135 m. Der höchste Punkt im Gemeindegebiet wird im äußersten Nordwestzipfel erreicht (1160 m). Urs grenzt an die Nachbargemeinden Appy im Norden, Axiat im Nordosten, Lordat im Osten, Garanou im Südosten, Lassur im Süden sowie Vèbre im Westen.

## Bevölkerungsentwicklung
| Jahr      | 1962 | 1968 | 1975 | 1982 | 1990 | 1999 | 2006 | 2013 | 2022 |
| Einwohner | 65   | 39   | 36   | 33   | 30   | 24   | 38   | 35   | 27   |

Im Jahr 1831 wurde mit 231 Bewohnern die bisher höchste Einwohnerzahl ermittelt. Die Zahlen basieren auf den Daten von cassini.ehess und INSEE.

## Sehenswürdigkeiten
- Kirche Saint-Pierre et Saint-Paul (St. Peter und Paul), Monument historique seit 1965[3]
- Castel Bieil, Ruinen einer Burg aus dem 12. Jahrhundert[4]
- Schloss aus dem 17. Jahrhundert, ehemalige Residenz des Marquis de Gudanes
- Gefallenen-Denkmal

Kirche St. Peter und Paul
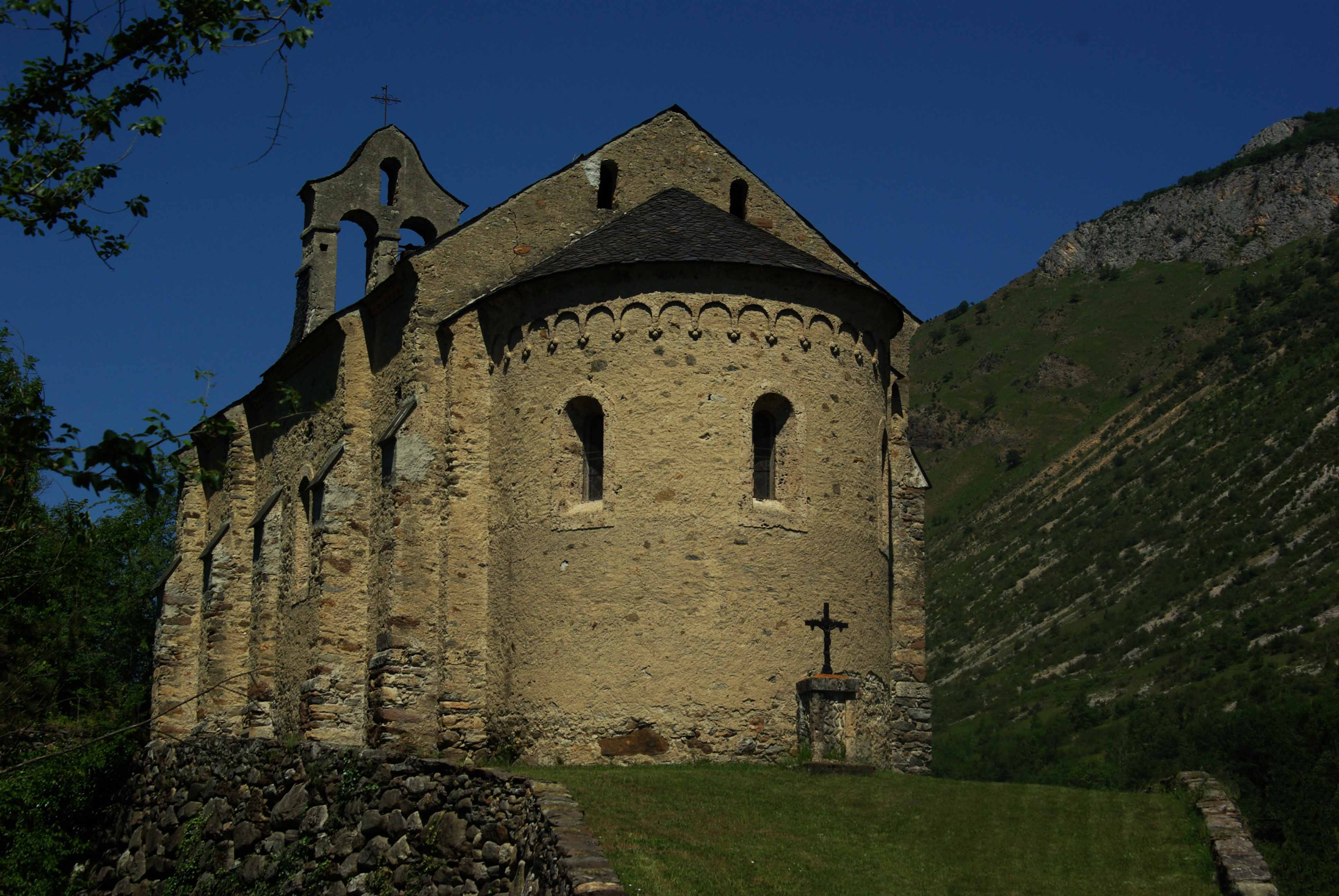
Im Sommer
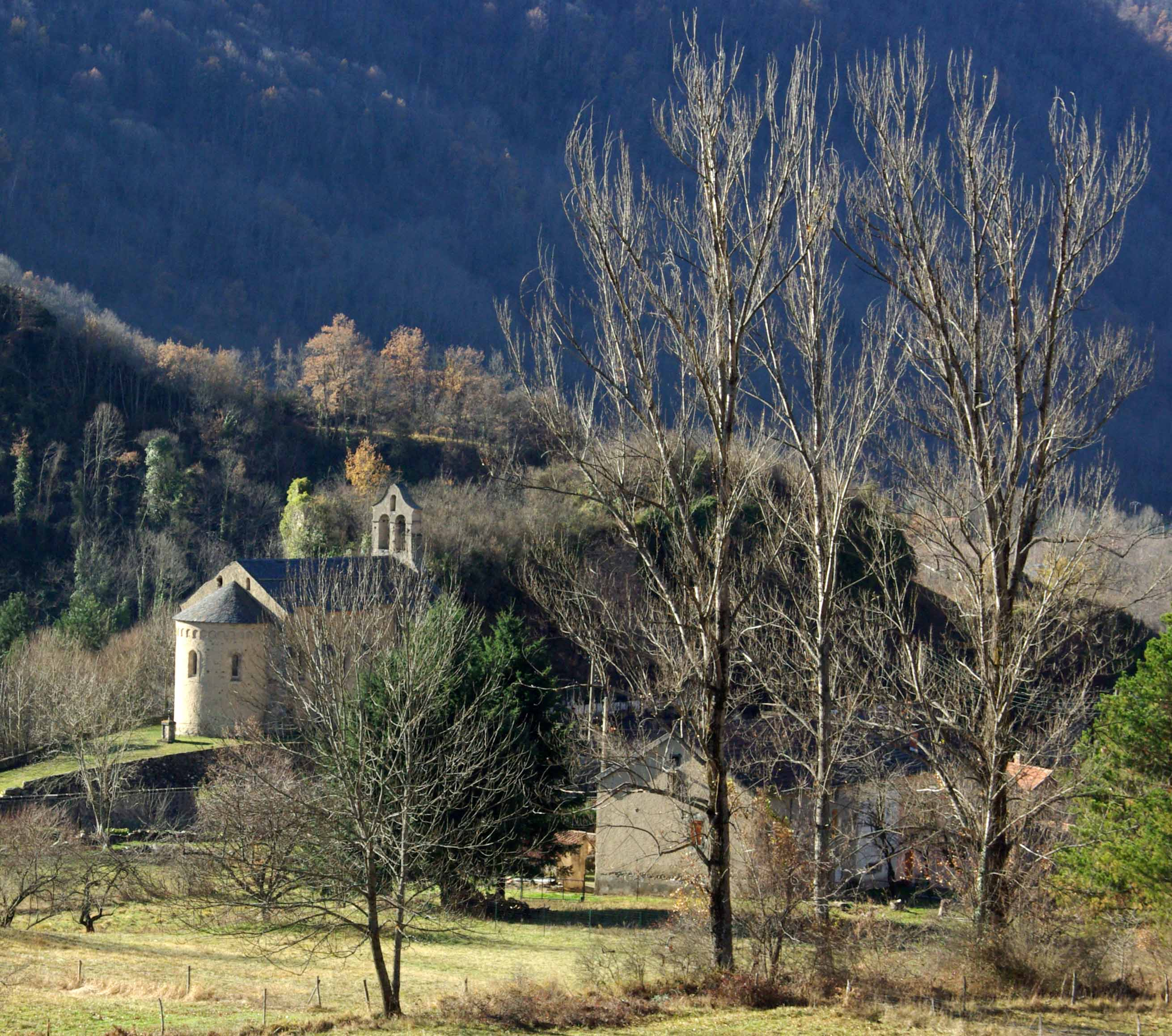
Im Herbst
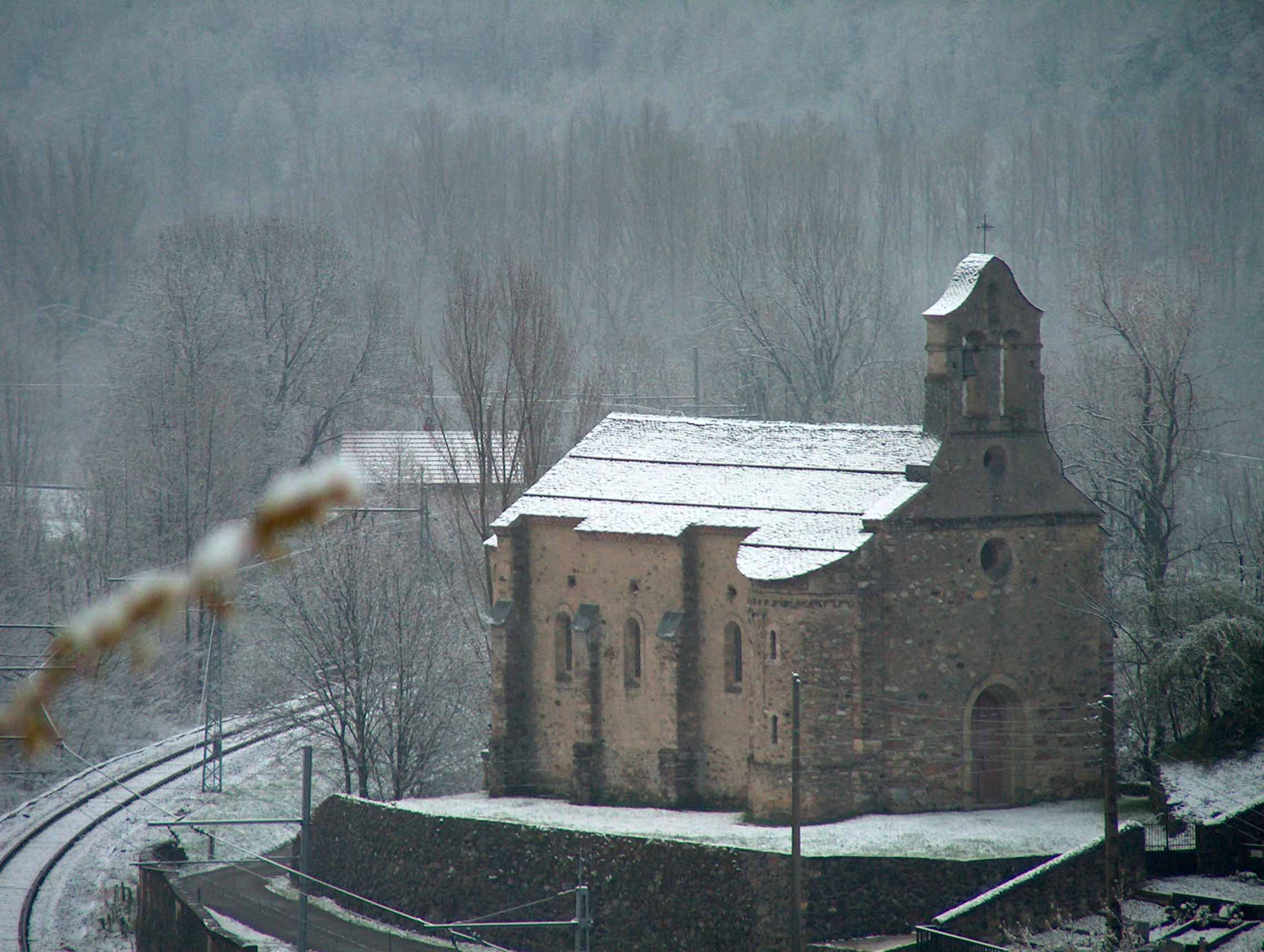
Im Winter

## Wirtschaft und Infrastruktur
Das früher landwirtschaftlich geprägte Dorf Urs lebt heute hauptsächlich vom Tourismus in Form von Ferienhausvermietungen (das Wintersportgebiet Ax-3 Domaines ist nur wenige Kilometer entfernt). Es gibt nur noch einen Landwirtschaftsbetrieb in Urs (Gewächshäuser).
Unmittelbar südlich von Urs auf der linken Seite der Ariège verläuft die RN 20 / E 9 von Tarascon-sur-Ariège nach Puigcerdà in Katalonien. Der zwei Kilometer entfernte Bahnhof Luzenac-Garanou liegt an der Bahnstrecke Portet-Saint-Simon–Puigcerdà.

## Belege
1. ↑  Urs auf cassini.ehess.fr
2. ↑  Urs auf insee.fr.
3. ↑  Kirche Saint-Pierre et Saint-Paul in der Base Mérimée des französischen Kulturministeriums (französisch)
4. ↑  Description et plan du château d’Urs : « Monographies villageoises en Sabarthès », Florence Guillot, 1999
5. ↑  Landwirtschaftsbetrieb auf annuaire-mairie.fr (französisch)